# حراده
حراده هي قرية صغيرة تقع في منطقة الجزيرة قرب تلعفر.
ظهر اسم البلدة في إحصاء 1957 م وكان عدد سكنها في تلك العام 114 نسمة.
من القرى القريبة من حراده قرية «أبو ماريا» وقرية «دبونه».